# Tomas Francis
Tomas William Francis (* 27. April 1992 in York) ist ein walisischer Rugby-Union-Spieler. Er spielt auf der Position des Pfeilers für den französischen Verein Provence Rugby und die walisische Nationalmannschaft. Zu seinen Erfolgen gehören zwei Meistertitel und ein Europapokalsieg mit den Exeter Chiefs sowie zwei Turniersiege beim Six Nations mit Wales (davon einen mit Grand Slam).

## Biografie

### Vereinskarriere
Francis besuchte das Ampleforth College und anschließend die University of Leeds, wo er einen Abschluss in Maschinenbau machte. In seiner Jugend spielte er beim Malton and Norton RUFC aus Malton in der Grafschaft Yorkshire. Im Alter von 19 Jahren, noch während seines Studiums, unterschrieb er seinen ersten Profivertrag beim Zweitligisten Doncaster Knights. Der Verein stieg ab, weshalb Francis 2013 zum London Scottish FC wechselte. Dort blieb er ebenfalls nur ein Jahr lang, da er 2014 vom Erstligisten Exeter Chiefs ein Angebot erhielt. In der Saison 2016/17 trug er wesentlich zum ersten Meistertitel der Chiefs bei; beim 23:20-Finalsieg gegen die Wasps war er als Einwechselspieler im Einsatz.
Noch erfolgreicher verlief die Saison 2019/20. Zunächst erreichten die Chiefs das Finale des European Rugby Champions Cup und setzten sich mit 31:27 gegen Racing 92 durch. Eine Woche später folgte der zweite englische Meistertitel, mit einem 19:13-Finalsieg über die Wasps. In beiden Partien trug Francis als Einwechselspieler zu diesem Double bei. Im Januar 2021 gab er bekannt, dass er auf die nächste Saison 2021/22 hin zum walisischen Franchise Ospreys wechseln wird. Dort blieb er zwei Saisons lang und im Juli 2023 wurde bekannt, dass er ab der Saison 2023/24 beim französischen Zweitligisten Provence Rugby spielen wird.

### Nationalmannschaft
Francis erhielt nie ein Aufgebot für ein englisches Auswahlteam, wegen seiner walisischen Großmutter ist er jedoch für Wales startberechtigt. Im Januar 2015 erklärte der walisische Nationaltrainer Warren Gatland, dass er lange darüber nachgedacht habe, ob er Francis in den Kader für das Six Nations aufnehmen solle; angesichts einer Rückenverletzung, die ihn damals beeinträchtigte, habe er sich jedoch dagegen entschieden. Fünf Monate später wurde Francis in den erweiterten Kader für die Vorbereitung auf die Weltmeisterschaft 2015 aufgenommen. Sein Debüt für die walisische Nationalmannschaft gab er am 29. August 2015 beim 16:10-Sieg gegen Irland. Bei der anschließenden Weltmeisterschaft bestritt er die Vorrundenspiele gegen Uruguay, England, Fidschi und Australien sowie das Viertelfinale gegen Südafrika.
Francis etablierte sich als Stammspieler und nahm in der Folge an den meisten Spielen der Nationalmannschaft teil. Beispielsweise stand er beim Six Nations 2019 in vier von fünf Partien im Einsatz, als die Waliser das Turnier mit einem Grand Slam für sich entschieden; er selbst wurde ins All-Star-Team gewählt. Bei der Weltmeisterschaft 2019 bestritt er die Vorrundenspiele gegen Georgien, Australien, Fidschi sowie das Viertelfinale gegen Frankreich. Im Halbfinale gegen Südafrika zog er sich eine Schulterverletzung zu und fiel daraufhin mehrere Monate aus, so dass er den Beginn des Six Nations 2020 verpasste. Er konnte in der letzten Runde bei der 10:14-Niederlage gegen Schottland wieder eingesetzt werden, als die Waliser zwar einen weiteren Grand Slam verpassten, aber das Turnier für sich entschieden.

## Erfolge
Exeter Chiefs:
- Meister Premiership Rugby: 2017, 2020
- Sieger European Rugby Champions Cup: 2020

Wales:
- Turniersieger Six Nations: 2019, 2021
- Grand Slam: 2019
- Triple Crown: 2019, 2021